# Microrégion de Santarém

Localisation de la microrégion de Santarém

La microrégion de Santarém est une des vingt-deux microrégions de l'État du Pará et appartient à la mésorégion du Bas Amazonas. Elle occupe une aire de 92.474,267 km² pour une population de 64.228 habitants (IBGE 2006). Elle est divisée en sept municipalités. Son IDH est de 0,716 (PNUD/2000)

## Municipalités[1]
- Alenquer
- Belterra
- Curuá
- Monte Alegre
- Placas
- Prainha
- Santarém

## Microrégions limitrophes
- Almeirim
- Altamira
- Itaituba
- Óbidos